# الدینگن
الدینگن (به آلمانی: Aldingen) یک شهرداری در آلمان است که در بادن-وورتمبرگ واقع شده‌است.

## خصوصیات
الدینگن ۲۲٫۱۷ کیلومترمربع مساحت دارد ۶۵۰ متر بالاتر از سطح دریا واقع شده‌است.